# 작전 코치
작전 코치는 야구에서 타자의 작전 수행 능력을 도와주는 역할을 하는 야구 코치를 가르키는 단어이다.

## 설명
작전 코치는 타자의 작전 수행 능력을 도와주는 역할을 하지만 감독이 상황에 따라 그에 걸맞는 작전을 낼 수 있도록 도와주는 역할을 하는 코치이다. 작전 코치는 공격 상황에 따라 희생 번트, 위장 번트, 히트 앤드 런과 같은 다양한 작전을 구사할 전략을 짜내고 이를 타자와 주자가 잘 수행할 수 있게 해준다. 작전 코치는 대부분 타자 출신의 야구 코치가 하는 경우가 많다.

## 같이 보기
- 야구 코치
- 야구